# ローズ・マリー (1954年の映画)
『ローズ・マリー』(Rose Marie) は、1954年のアメリカ合衆国のミュージカル映画。
1924年のオペレッタ『Rose-Marie』の映画化作品で、同原作の映画化としては1928年のサイレント映画『ローズ・マリー』と1936年のジャネット・マクドナルド、ネルソン・エディ主演の『ローズ・マリイ』に続き、3作目である。
マーヴィン・ルロイが監督し、アン・ブライス、ハワード・キール、フェルナンド・ラマスが主演した。カナディアン・ロッキーにてアナモルフィックレンズのシネマスコープで撮影された。メトロ・ゴールドウィン・メイヤーのアメリカ国内で制作された映画で最初のワイドスクリーンであり、このフォーマットで公開された最初のミュージカル映画である。1950年代中期、巨額を投じたオペレッタ映画リバイバルの一環であった。
1924年のオリジナルの脚本に沿っており、1936年版とは異なっている。タイトル・ロールのローズ・マリーがトムボーイからレディに成長していく物語である。

## サウンドトラック
オリジナルのオペレッタからは「Rose Marie」、「Indian Love Call」、「The Mounties」の3曲のみが使用された。「The Right Place For A Girl」、「Free To Be Free」、「The Mountie Who Never Got His Man」、「I Have The Love」、「Love And Kisses」の5曲が新たに作曲された。「Love And Kisses」は撮影されたが公開時にはカットされ、のちにDVDに収録された。

## キャスト
- ローズ・マリー・ルメートル：アン・ブライス
- マイク・マローン大佐：ハワード・キール
- ジェイムス・セヴァーン・デュヴァル：フェルナンド・ラマス
- バーニー・マコークル：バート・ラー
- レディ・ジェーン・ダンストック：マージョリー・メイン
- ワンダ：ジョーン・テイラー
- アップルビー警視正：レイ・コリンズ
- ブラック・イーグル：チーフ・ヨウラチー（英語版）
- 裁判官：ラムスデン・ヘイア（英語版）
- 弁護士：ゴードン・リチャーズ（英語版）

## 評価
MGMの記録によると、アメリカとカナダで$2,835,000、その他で$2,442,000の興行収入があり、$284,000の赤字となった。